# Sphere – farkosten
Sphere är en amerikansk science fiction och äventyrsfilm från 1998 i regi av Barry Levinson.

## Handling
Mitt i Stilla havet, tusentals meter under havets yta, hittas vad som tros vara ett kraschlandat rymdskepp från en främmande civilisation. Korallväxt på skeppets utsida tyder på att det legat där i minst 300 år. Psykologen Norman Goodman (Dustin Hoffman) tillsammans med Beth Halperin (Sharon Stone), Harry Adams (Samuel L. Jackson), Ted Fielding (Liev Schreiber), en officer i amerikanska flottan (Peter Coyote) samt två marintekniker färdas ner till ett undervattenshabitat där de i lugn och ro kan undersöka skeppet.
Väl ombord på det främmande skeppet upptäcks att det är av amerikanskt ursprung, och att sista dokumenterade händelsen i loggen har daterats 06/21/43, men utan att specificera århundrade. I godsutrymmet på skeppet finner sällskapet ett mycket märkligt, perfekt sfäriskt objekt ungefär 10 meter i diameter som flyter ett par decimeter över golvet. Harry försvinner kortvarigt in i sfären, och plötsligt börjar underliga saker hända i habitatet.

## Rollista (urval)
| Dustin Hoffman    | – Doktor Norman Goodman, psykolog                         |
| Sharon Stone      | – Doktor Elizabeth "Beth" Halperin, marinbiolog           |
| Samuel L. Jackson | – Doktor Harry Adams, matematiker                         |
| Liev Schreiber    | – Doktor Ted Fielding, astrofysiker                       |
| Peter Coyote      | – Harold C. Barnes, representant från amerikanska flottan |
| Queen Latifah     | – Alice "Teeny" Fletcher, marintekniker                   |
| Marga Gómez       | – Jane Edmunds, marintekniker                             |

## Om filmen
Sphere – farkosten bygger på romanen Farkosten från 1987 av författaren Michael Crichton.